# آرخلیا (کائوکا)
آرخلیا (کائوکا) (به اسپانیایی: Argelia, Cauca) یک سکونتگاه مسکونی در کلمبیا است که در بخش کائوکا واقع شده‌است.

## خصوصیات
آرخلیا ۷۱۳ کیلومترمربع مساحت و ۲۷٬۰۳۰ نفر جمعیت دارد.